# Silk Willoughby
Silk Willoughby är en ort och civil parish i Storbritannien.   Den ligger i grevskapet Lincolnshire och riksdelen England, i den sydöstra delen av landet, 160 km norr om huvudstaden London. Silk Willoughby ligger 19 meter över havet och antalet invånare är 282.
Terrängen runt Silk Willoughby är platt. Runt Silk Willoughby är det ganska tätbefolkat, med 108 invånare per kvadratkilometer. Närmaste större samhälle är Sleaford, 3,1 km norr om Silk Willoughby. Trakten runt Silk Willoughby består till största delen av jordbruksmark.